# Truls Gisselman
Truls Gisselman (8 de junio de 2001) es un deportista sueco que compite en esquí de fondo. Ganó una medalla de bronce en el Campeonato Mundial de Esquí Nórdico de 2025, en la prueba de relevo.

## Palmarés internacional
| Campeonato Mundial | Campeonato Mundial  | Campeonato Mundial | Campeonato Mundial |
| Año                | Lugar               | Medalla            | Prueba             |
| ------------------ | ------------------- | ------------------ | ------------------ |
| 2025               | Trondheim (Noruega) | Medalla de bronce  | Relevo 4 × 7,5 km  |